# Elizabeth Gillies
Elizabeth Egan "Liz" Gillies (Haworth, 26 de juliol de 1993) és una actriu, cantant, i ballarina estatunidenca, més coneguda per interpretar el paper de Lucy en 13 i protagonitzada com Jade West en la sèrie de Nickelodeon, Victorious. Ella també ha expressat el caràcter de Daphne en la sèrie d'animació Winx Club.

## Carrera
Elizabeth Gillies va començar la seva carrera com a actriu als dotze anys quan va anar a una audició local i va començar a aparèixer en comercials per a empreses com Virgin Mobile. El seu primer paper en televisió va ser com un personatge recurrent en The Black Donnellys, on va aparèixer en tres episodis. Més tard va protagonitzar The Clique com Shelby Wexler i va tenir un paper secundari en Harold. L'estiu de 2008, va ser triada com Lucy en una producció de Goodspeed del nou musical de Jason Robert Brown sobre el creixement, 13, amb la seva futura companya de repartiment de Victorious, Ariana Grande. Més tard aquest mateix any, 13 es va traslladar a Broadway, la qual cosa la va convertir en la primera producció de Broadway a tenir un elenc i banda enterament compost per adolescents. Va rebre dos nombres grans, «Opportunity» i «It Can't Be True», juntament amb parts més petites en altres cançons, incloent la cançó del títol, «Hey Kendra», i «Getting Ready». 13 va córrer fins al 4 de gener de 2009.
Gillies va participar en la reeixida sèrie de Nickelodeon Victorious com a Jade West. La sèrie es va estrenar el 27 de març de 2010 i va acabar el 2 de febrer de 2013. Una nina del seu personatge va ser llançada el 2012. Gillies també va posar la seva veu al personatge de Daphne en la sèrie animada Winx Club, i va gravar la cançó oficial del Winx Club, «We Are Believix». Ha estat estrella convidada en White Collar i Big Time Rush, i va ser una concursant als programes de jocs de Nickelodeon BrainSurge i Figure It Out. L'octubre de 2013, es va anunciar que Gillies repetiria el seu paper de Jade West en un proper episodi especial d'una hora de la sèrie spin-off de Victorious, Sam and Cat, que va sortir a l'aire el gener de 2014.
Gillies va aparèixer en la pel·lícula de terror Animal, que va ser rodada a Manchester, Connecticut. Produïda per Drew Barrymore, la pel·lícula està coprotagonizada per la seva companya de Winx Club, Keke Palmer. A partir de desembre de 2013, Gillies va treballar en el film Killing Daddy, interpretant el paper de Carrie, una noia amb problemes psicològics per la mort de la seva mare. La pel·lícula es va estrenar al juliol del 2014.

### Música
Gillies ha aparegut en diverses cançons en les bandes sonores Victorious i Victorious 2.0, incloent «Give It Up» (un duo amb Ariana Grande), i «Take A Hint» (un duo amb Victoria Justice). També va escriure i va gravar la cançó «You Don't Know Me» per a un episodi de VICTORiOUS, i més tard va aparèixer en Victorious 3.0.
Gillies té un compte de YouTube anomenat LizGilliesOfficial, on puja covers de cançons populars, incloent: «Wild Horses» de The Rolling Stones, «You and I» de Lady Gaga, «For No One» de The Beatles, «Jealous Guy» de John Lennon, «Father and Son» de Cat Stevens i «One and Only» de Adele. També ha reversionado cançons amb Max Schneider («Somewhere Only We Know») i Ariana Gran («The Christmas Song»).
Al juliol de 2012, Gillies estava treballant en un àlbum amb música de rock alternatiu.
El 10 de desembre de 2013, Gillies va gravar un dueto amb Ariana Gran anomenat «Santa Baby» pel EP de Nadal de Gran Christmas Kisses. Actualment està gravant Sex&Drugs&Rock&Roll per 2015.

## Vida personal
És amiga de la cantant i actriu Ariana Grande, que coneix des de la seva adolescència. De vegades, apareix com convidada en els videos musicals de Grande. El 2020, Gillies es va casar amb el músic Michael Corcoran.

## Treball

### Cinema
| Any  | Títol                            | Personatge       | Notes                |
| ---- | -------------------------------- | ---------------- | -------------------- |
| 2008 | Harold                           | Evelyn Taylor    |                      |
| 2008 | The Clique                       | Shelby Wexler    |                      |
| 2011 | The Death and Return of Superman | Eradicator Folks | Curtmetratge         |
| 2014 | Animal                           | Mandy            | Protagonista         |
| 2014 | Killing Daddy                    | Callie           | Protagonista         |
| 2015 | Vacances                         | Heather          | Personatge Secundari |

### Televisió
| Any       | Títol               | Personatge               | Notes                                                                |
| --------- | ------------------- | ------------------------ | -------------------------------------------------------------------- |
| 2007      | The Black Donnellys | Jove Jenny               | 3 episodis                                                           |
| 2009      | The Battery's Down  | Convidada al Bat Mitzvah | Bad Bad News (Temporada 2, episodi 2)                                |
| 2010—2013 | Victorious          | Jade West                | Co-protagonista, sèrie de TV Nickelodeon                             |
| 2011—2014 | Winx Club           | Daphne (Veu)             | Recurrent, 26 episodis                                               |
| 2011      | Big Time Rush       | Heather Fox              | "Big Time Secret" (Temporada 2, episodi 27)                          |
| 2011      | BrainSurge          | Ella mateixa             | 1 episodi, concursant                                                |
| 2012      | White Collar        | Chloe Woods              | "Upper West Side Story" (Temporada 3, episodi 12)                    |
| 2012      | Figure It Out       | Ella mateixa             | 7 episodis, panelista                                                |
| 2013      | The Exes            | Tracy Cooper             | "Prelude to a Kiss" (Temporada 3, episodi 8)                         |
| 2014      | Sam & Cat           | Jade West                | "TheKillerTunaJump: Freddie, Jade, Robbie" (Temporada 1, episodi 23) |
| 2015—2016 | Sex&Drugs&Rock&Roll | Gigi                     | Co-Protagonista                                                      |

### Teatre
| Any       | Títol                  | Personatge | Notes                      |
| --------- | ---------------------- | ---------- | -------------------------- |
| 2008—2009 | 13                     | Lucy       | Elenc original de Broadway |
| 2013      | Jawbreaker The Musical | Courtney   |                            |

### Videos musicals
| Any  | Artista principal                           | Cançó                      | Notes                                            |
| ---- | ------------------------------------------- | -------------------------- | ------------------------------------------------ |
| 2010 | Victoria Justice                            | "Freak The Freak Out"      | Cameo                                            |
| 2011 | Victoria Justice                            | "Beggin' On Your Knees"    | Cameo                                            |
| 2011 | Victoria Justice                            | "All I Want Is Everything" | Cameo                                            |
| 2011 | Ella mateixa juntament amb Victoria Justice | "Take A Hint"              | Cantant principal juntament amb Victoria Justice |
| 2011 | Mickey Deleasa                              | "Time in the Day"          | Cameo                                            |
| 2012 | Big Time Rush                               | "Time of Our Life"         | Cameo                                            |
| 2012 | Victoria Justice                            | "Make It In America"       | Cameo                                            |
| 2012 | Ella mateixa                                | "We Are Believix"          | Cantant principal                                |
| 2012 | Ella mateixa                                | "You Don't Know Me"        | Cantant principal                                |
| 2013 | Ariana Grande                               | "Right There"              | Cameo                                            |
| 2015 | Ella mateixa                                | "Die Trying"               | Cantant principal                                |
| 2016 | Ella mateixa                                | "Bang Bang"                | Cantant principal                                |